# Regele-vrăjitor din Angmar
Regele-vrăjitor din Angmar, cunoscut ca și Stăpânul Nazgûl-ilor, sau Căpitanul Întunecat, este un personaj al tărâmului fictiv 
Pǎmantul de Mijloc al lui J.R.R Tolkien. În romanul lui Tolkien Stăpânul Inelelor, el este căpetenia Nazgûl-ilor (Duhurile Inelelor), cei mai importanți servitori ai lui Sauron. Numele său nu este dezvăluit în nicio scriere de-a lui Tolkien, nici numele celorlalți, în afară de Khamûl.   
În contextul legendariumului lui Tolkien, Regele-vrăjitor (Witch-king) a fost inițial un mare rege al oamenilor.
În manuscrisul notelor sale pentru traducători Tolkien a declarat că numele Regelui-Vrǎjitor și alte date nu au fost înregistrate, dar ca el a fost probabil descendent al Númenórenilor. În al Doilea Ev, Inelele Puterii au fost făurite de către elfii din Eregion sub instrucțiunile lui Sauron, iar nouă din ele au fost acordate celor mai puternici regi ai oamenilor de pe vremea aceea; unul din ei fiind Regele-vrăjitor. Inelele le-au dat o putere imensă, făcându-i nemuritori, dar în cele din urmă i-au corupt, transformându-i în niște strigoi Nazgûli îngrozitori. Regele-vrăjitor a devenit liderul lor.
Stăpânul Nazgûlilor l-a servit pe Sauron ca și secundul lui timp de 1,000 de ani. A luptat și în războiul împotriva Ultimei Alianțe Între Elfi și Oameni. Când Sauron a fost înfrânt de către Alianță, cei nouă Nazgûli "s-au retras în umbră".
După un mileniu, în Al Treilea Ev, Sauron a reapărut ca 'Necromantul' la Dol Guldur, în sudul Codrului Întunecat. Pe vremea aceea, Regele-vrăjitor a apărut mai întâi Angmar, un ținut în nordul îndepărtat. El a cucerit repede Angmarul și a declarat război celor trei regate ale Arnorului (Arthedain, Rhudaur, și Cardolan); pentru Sauron, văzând că ținutul Gondor rămâne puternic, a căutat să valorifice pe disensiune între regatele din nord.
Rhudaur a fost curând compromis, puterea acolo fiind cucerită de Oamenii-dealului aliați cu Angmar. Argeleb I din Arthedain a fortificat granița cu Rhudaur de-a lungul Dealurilor Vremii, dar a fost ucis în lupta cu Angmar și Rhudaur.
Regele-vrăjitor a invadat apoi Cardolan. Regele Arveleg I din Arthedain a fost ucis apărând Țancul Vremii, dar palantír-ul a fost salvat și dus în Fornost. Ultimul Prinț al Cardolanului a fost omorât, și Dúnedainii rămași din Rhudaur au fost omorâți și ei, sau alungați. Mai târziu, Marea Ciumă a distrus și restul de Dúnedaini din Cardolan, și spiritele rele din Rhudaur și Angmar au infestat movilele de înmormântare din Gruiurile-gorgane.
Doar Arthedain a rǎmas să țină piept Regelui-vrăjitor (deși, deseori cu ajutor din Lindon, sau din Vâlceaua Despicată). Araval a avut o victorie asupra Angmarului, căutând să recâștige Cardolanul, dar strigoii au îngrozit pe oricine a trecut prin Gruiurile-gorgane.
În cele din urmă, după cum a devenit evident că Angmar pregătește încă o lovitură, Arvedui a cerut ajutorul Regelui Ëarnil al II-lea din Gondor. Dar înainte ca ajutorul să sosească, Angmarul invadase deja Arthedainul. Arvedui a fugit spre nord doar pentru a se îneca în Golful Înghețat, când nava de salvare din Lindon a eșuat.
Curând, Prințul Eärnur din Gondor a ancorat în porturile din Mithlond, conducând o oaste din Gondor. Armata sa s-a alăturat elfilor din Lindon și Dúnedainilor din nord rămași, și au înaintat spre Regele-vrăjitor.
Pe câmpiile din vestul Fornostului, armata lui Eärnur s-a întâlnit cu armata Angmarului, care a fost forțată să se retragă spre Fornost. Cum armata sa a fost redirecționată, Regele-vrăjitor a fugit spre Carn-dûm din Angmar; dar Eärnur și Glorfindel, cu întăriri din Vâlceaua Despicată au urmărit armata care se retrăgea și apoi au învins-o în totalitate. Regele-vrăjitor a fugit în întuneric. Eärnur a încercat să-l urmeze, dar Glorfindel l-a oprit pe prinț și a proorocit:
Nu-l urmări! N-o sǎ se întoarcă pe țărmurile astea. Departe însă este sfârșitul lui, și nu de mână de om el va cădea.